# 這份愛要加熱嗎？
《這份愛要加熱嗎？》（日语：この恋あたためますか）是TBS電視台於2020年10月20日在週二連續劇時段播出的電視劇。由森七菜主演，亦是她初次主演電視連續劇 。
台灣由friDay影音和日本同期（播出後隔天）播出。

## 登場角色

### 主要角色
| 角色 （劇中年齡） | 演員                        | 介紹 |
| 井上樹木（21）    | 森七菜 （童年：落井由實子） | 主角，便利超商 COCOEVERY 上目黑店兼職店員。 夢想成為偶像團體的一員，可惜在出道前就被人取代。來到便利超商兼職後，於社交網絡平台以「キキかじり」的名稱對甜品發表評價。 在某次偶然遇上社長淺羽，而其評價亦引起淺羽的注意，後來更被邀請到總公司開發甜品。 後來慢慢喜歡上淺羽，在第十集與淺羽互通心意，開始交往。 |
| 淺羽拓實          | 中村倫也 （童年：高橋謙）   | COCOEVERY社長。冷漠的超理性主義者。 東京大學畢業後，於電子商貿外資公司「EXAZON」中擁有輝煌的職業生涯。後來以社長身份被派往業界排名第四的COCOEVERY進行改革。 某次偶然遇上樹木後便邀請她開發新甜品，並正式向「EXAZON」提出請辭。 因童年家庭不和的記憶，令他不喜歡甜品。 之後主動遞出辭呈不當社長後，被樹木推薦到上目黑店去當超商店員，在員工旅行中想出行動便利超商的點子， 在第十集成為COCOEVERY行動便利超商營業部的部長。 第十集終於正視自己對樹木的感情，跟樹木告白後正式交往。 |
| 新谷誠            | 仲野太賀 （童年：石川拓）   | 「Dolce Kitchen」員工。淺羽中學社團學弟。樹木甜品開發的同伴。在開發甜品的同時，漸漸對樹木產生戀愛的感覺。 |
| 北川里保          | 石橋靜河                    | COCOEVERY總部商品部甜品課職員，淺羽前女友 後又跟淺羽交往 但在最後看到淺羽跟樹木在一起時淺羽會感到快樂之後忍痛跟淺羽分手 |

### COCOEVERY上目黑店
| 角色 （劇中年齡） | 演員                | 介紹                                                                                   |
| 上杉和也          | 飯塚悟志 （東京03） | 店長。                                                                                 |
| 李思涵            | 古川琴音            | 中國人，兼職員工。 希望成為漫畫家。在大學學習日語後，5年前由北京來到日本，與樹木同住。 |
| 碓井陸斗          | 一之瀨颯            | 樹木的同事。由於英俊，有很多女顧客會專程來找他。                                       |

### COCOEVERY總部

#### 董事會・執行董事會
| 角色 （劇中年齡） | 演員     | 介紹                                 |
| 神子亮            | 山本耕史 | 專務。反對淺羽進行改革。一岡前男友。 |
| 武澤慶介          | 八神德幸 | 董事。                               |
| 柴田真一          | 森本のぶ | 董事。                               |

#### 商品部甜品課
| 角色 （劇中年齡） | 演員       | 介紹 |
| 一岡智子          | 市川實日子 | 課長。 因不遵從淺羽的指示並有反抗態度，被解除課長一職，其後被調動到社長室IR企劃部。                                     |
| 三田村敦史        | 佐藤貴史   | 甜品課的領導人物，一岡被調離後，他接任課長一職。                                                                        |
| 土屋弘志          | 長村航希   | 負責活動的甜品。 最初對樹木並無好感，但當他感受到樹木對製作泡芙的熱情後，特意飛往越南，購買樹木希望用來當原材料的可可。 |
| 藤野惠            | 中田クルミ | 負責咖啡店的甜品。 與土屋一樣感受到樹木的熱情後，與土屋一起到越南出差。                                                 |

#### 總務部
| 角色 （劇中年齡） | 演員       | 介紹                  |
| 橋本奈緒          | 森脇英理子 | COCOEVERY總部接待員。 |

#### COCOEVERY 創始人家族
| 角色 （劇中年齡） | 演員     | 介紹                  |
| 清水香織          | 笹本玲奈 | COCOEVERY創始人家族。 |

### Dolce Kitchen
| 角色 （劇中年齡） | 演員   | 介紹                       |
| 主任              | 奧村空 | 甜品開發主任，新谷的上司。 |

### EXAZON
| 角色 （劇中年齡） | 演員       | 介紹                                                                           |
| 都築誠一郎        | 利重剛     | 營業本部長，淺羽的前上司。對淺羽能力有高度評價。                               |
| 澤木直人          | 田村健太郎 | 淺羽的同事。認為淺羽是能力過高，被高層視為威脅而被調職，並形容調職實際是降級。 |

### 其他
| 角色 （劇中年齡） | 演員       | 介紹 |
| 石原百合子        | 佐野日向子 | COCOEVERY上目黑店常客。在附近指壓店工作。由於經常到便利超商購買碳酸水，被便利超商職員稱其為「炭酸子」。 |

### 客串

#### 第1集
| 角色 （劇中年齡） | 演員                 | 介紹                                                                         |
| 大野裕太          | 田中俊介             | 樹木前男友。因樹木無法成為偶像而離棄她。                                     |
| Cupid             | Ukka                 | 樹木所屬的地下偶像團體。                                                     |
| 營運員工          | こくぼつよし         | Cupid營運員工。因樹木已經20歲而放棄她。                                      |
| 高中女生          | 菊池日菜子，前野えま | 來到COCOEVERY上目黑店的高中女生。拿起一本有Cupid封面的雜誌後，高興地談論著。 |

#### 第2集
| 角色 （劇中年齡） | 演員     | 介紹                                        |
| 山口舞            | 川上友里 | 「Dolce Kitchen」員工，與北川共同開發甜品。 |

#### 第3集
| 角色 （劇中年齡） | 演員       | 介紹                                                                          |
| 記者              | 最上博貴   | 於COCOEVERY新甜品發佈會「恋する火曜日のチョコっとリラックシュ〜」向樹木提問。 |
| 記者              | 森谷奈緒子 | 於COCOEVERY新甜品發佈會「恋する火曜日のチョコっとリラックシュ〜」向樹木提問。 |

#### 第4集
| 角色 （劇中年齡） | 演員     | 介紹                                                 |
| 山梨縣職員        | 中松俊哉 | COCOEVERY SDGs活動中帶領淺羽等人到蘋果園參觀的職員。 |
| 警衛              | 酒井健太 | COCOEVERY總部警衛。                                  |

#### 第5集
| 角色 （劇中年齡） | 演員     | 介紹                                                                                   |
| 雜誌記者          | 松沢有紗 | 在COCOEVERY總部訪問淺羽和樹木的雜誌女記者。                                            |
| 攝影師            | 天田暦   | 在訪問中替淺羽和樹木攝影。                                                             |
| 採訪者            | 吉岡睦雄 | 在COCOEVERY總部訪問淺羽和樹木的電視台職員。                                            |
| 鯛魚芭菲店職員    | 安藤咲桜 | 在遊樂場移動販賣車售賣鯛魚芭菲的女職員。                                               |
| 望月ナミ          | 堺小春   | 石原的同事，購買了三種口味的鯛魚芭菲。由於移動販賣車故障，他們把其中一個送給樹木和誠。 |

#### 第6集
| 角色 （劇中年齡） | 演員                   | 介紹                                                                                           |
| 電視台採訪者      | 小川知子 （TBS報播員） | 訪問代理社長神子亮。                                                                           |
| 神子茉由          | 落井実結子             | 神子亮的女兒。                                                                                 |
| 護老院護士        | 松本海希               | 為護老院長者到超市購買貨品的護士。                                                             |
| 超市收銀員        | 新野アコヤ             | 樹木等人在溫泉旅行時所光顧超市的收銀員，由於樹木等人幫助護老院護士，最後把煙花贈送給樹木等人。 |

#### 第7集
| 角色 （劇中年齡） | 演員       | 介紹                                                                               |
| 林道休息區男子    | モロ師岡   | 因輕井澤大規模停電，樹木來到輕井澤借廁所時遇到的男人。                             |
| 避難的輕井澤居民  | 藤原邦章   | 因大規模停電而到學校避難的居民，在移動販賣車上購買溫暖的食物。                     |
| 避難的輕井澤居民  | 小玉俊江   | 因大規模停電而到學校避難的居民，在移動販賣車上購買溫暖的食物。                     |
| 避難的輕井澤居民  | 仲野元子   | 因大規模停電而到學校避難的居民，在移動販賣車上購買溫暖的食物。                     |
| 避難的輕井澤居民  | 高橋陽子   | 因大規模停電而到學校避難的居民，在移動販賣車上購買溫暖的食物。                     |
| 買甜品的姊弟      | 新井美羽   | 在學校避難的姊弟，最初因商品賣完而不能購買甜品，後來新谷和北川補充商品後成功購買。 |
| 買甜品的姊弟      | 阿久津慶人 | 在學校避難的姊弟，最初因商品賣完而不能購買甜品，後來新谷和北川補充商品後成功購買。 |

#### 第8集
| 角色 （劇中年齡） | 演員         | 介紹                                                 |
| 記者              | 山田慎覇     | 在記者會向神子亮發問關於移動販賣車業務的記者。       |
| 輪椅上的長者      | にしだまちこ | 老人院「向陽山丘」的院友。希望淺羽幫她購買麦味噌。   |
| 老人院男長者      | 古川がん     | 老人院「向陽山丘」的院友。向移動販賣車來臨表示歡迎。 |
| 老人院女長者      | 勝倉けい子   | 老人院「向陽山丘」的院友。向樹木詢問甜品的分別。     |

## 幕後人員
- 劇本：神森萬里江、青塚美穗
- 製作人：中井芳彦、黎景怡
- 導演：岡本伸吾、坪井敏雄、大内舞子
- 音樂：木村秀彬
- 主题曲：SEKAI NO OWARI《silent》（日本環球音樂） [5]
- 劇本監督（便利超商）：吉岡秀子
- 產品開發監督：松澤圭子（株式會社トロア）
- 甜品監督：德永純司（東京灣洲際酒店）
- 漫畫制作、指導：ふたつへんじ
- 地下偶像監督：姬乃たま
- 便利超商監督：最上博貴
- 製作：TBS

## 播放日程
| 集數                                                    | 播出日期 | 標題                                                     | 劇本       | 導演     | 收視率 | 備註       |
| ------------------------------------------------------- | -------- | -------------------------------------------------------- | ---------- | -------- | ------ | ---------- |
| 第1話                                                   | 10月20日 | 社長VSアルバイト 業界最下位コンビニをスイーツと恋が救う  | 神森万里江 | 岡本伸吾 | 9.4%   | 加長15分鐘 |
| 第2話                                                   | 10月27日 | 社長の元恋人が登場！走り出す4人の想い                    | 神森万里江 | 岡本伸吾 | 9.1%   |            |
| 第3話                                                   | 11月3日  | 恋のフェロモン拡散中!! 恋してるから、頑張れる            | 青塚美穂   | 坪井敏雄 | 8.4%   |            |
| 第4話                                                   | 11月10日 | 両想いになりたい！初めての旅行とキス                     | 神森万里江 | 大内舞子 | 8.3%   |            |
| 第5話                                                   | 11月17日 | デート…そして、それぞれの告白！                          | 青塚美穂   | 岡本伸吾 | 8.6%   |            |
| 第6話                                                   | 11月24日 | 再会…からのうれしはずかし温泉一泊旅行! 初めての社長の顔! | 神森万里江 | 坪井敏雄 | 9.8%   |            |
| 第7話                                                   | 12月1日  | 好きが降る夜…運命は2人を離さない!                        | 青塚美穂   | 小牧桜   | 9.6%   |            |
| 第8話                                                   | 12月8日  | 最終章〜やっぱりあなたと一緒にいたいんです!!             | 神森万里江 | 岡本伸吾 | 9.7%   |            |
| 第9話                                                   | 12月15日 | 令和最高のデート!!                                       | 神森万里江 | 大内舞子 | 10.9%  |            |
| 最終話                                                  | 12月22日 | 好きだから…僕は君を今夜あたためたい!                     | 神森万里江 | 岡本伸吾 | 11.3%  |            |
| 平均收視率 9.5%（收視率由Video Research於關東地區統計） |          |                                                          |            |          |        |            |

## 其他
- 本作品中登場的「恋する火曜日のチョコっとリラックシュ〜」，於2020年11月4日於日本7-11發售 [4]。

## 番外劇
以《要稍微再加熱那份戀情嗎？》為題，2020年10月20起於《這份愛要加熱嗎？》本篇完結後於Pavari平台上播出。
故事舞台為上目黑店，講述店長上杉和也，員工李思涵、碓井陸斗和常客石原百合子的故事。

### 主要角色
- 李思涵：古川琴音
- 碓井陸斗：一之瀨颯
- 上杉和也：飯塚悟志（東京03）
- 石原百合子：佐野日向子

### 客串
- 望月ナミ：堺小春（第2話）
- 客人：土田英生（第4話）
- 大福：花江夏樹（聲音演出）（第5話・最終話）
- 井上樹木：森七菜（最終話）
- 淺羽拓實：中村倫也（最終話）

### 幕後人員
- 劇本：土田英生
- 導演：小牧桜、大内舞子、嶋田広野
- 音樂：木村秀彬
- 製作人：黎景怡、中井芳彦
- 製作：：TBS

### 播放日程
| 集數   | 播出日期 | 標題                                  | 導演     |
| ------ | -------- | ------------------------------------- | -------- |
| 第1話  | 10月20日 | その恋、一方通行!の巻                 | 小牧桜   |
| 第2話  | 10月27日 | その恋、誤解の嵐!の巻                 | 小牧桜   |
| 第3話  | 11月03日 | その恋、青天の霹靂!の巻               | 嶋田広野 |
| 第4話  | 11月10日 | その恋、一触即発!の巻                 | 小牧桜   |
| 第5話  | 12月01日 | 〜大福の大冒険〜恋のキューピッド!の巻 | 大内舞子 |
| 最終話 | 12月22日 | その恋、幸あれ!の巻                   | 黎景怡   |

## 外部連結
- 《這份愛要加熱嗎？》 （页面存档备份，存于） - TBS官方網站
  - 《這份愛要加熱嗎？》的X（前Twitter）
  - 《這份愛要加熱嗎？》的Instagram帳戶

| 日本TBS電視台 週二連續劇                        | 日本TBS電視台 週二連續劇                          | 日本TBS電視台 週二連續劇 |
| ----------------------------------------------- | ------------------------------------------------- | ------------------------ |
|                                                 | 這份愛要加熱嗎？ （2020年10月20日－12月22日）     |                          |
| 錢的盡頭是愛情的開始 （2020年9月15日－10月6日） | Oh! My Boss!戀愛在別冊 （2021年1月12日－3月16日） |                          |